# Fokke Saathoff
Fokke Saathoff (* 11. November 1957 in Aurich) ist ein deutscher Bauingenieur für Geotechnik und Küstenwasserbau und Professor an der Universität Rostock.

## Biographie
Saathoff studierte Bauingenieurwesen an der Universität Hannover, wo er 1982 im konstruktiven Ingenieurbau und 1984 im Wasserbau sein Diplom erlangte. Danach war er wissenschaftlicher Mitarbeiter am Franzius-Institut für Wasserbau und Küsteningenieurwesen (heute Ludwig-Franzius-Institut für Wasserbau, Ästuar- und Küsteningenieurwesen), bei dem er 1991 promoviert wurde. Anschließend war er Mitglied der Geschäftsleitung der Naue Fasertechnik, heute Naue GmbH Co KG in Lübbecke. 1998 gründete er als Geschäftsführer das Ingenieurbüro BBG Bauberatung Geokunststoffe GmbH & Co KG in Lemförde und Espelkamp. 2001 erhielt er den C4-Ruf für die Professur Landschaftsbau und Geotechnik (Nachfolge Rückert) an der Universität Rostock, es kam aber nicht zur Anstellung. Am 1. September 2006 wurde er mit dem angenommenen W3-Ruf für Landeskulturelle Ingenieurbauwerke (Nachfolge Riße) Mitglied der Universität Rostock. Im November 2010 wurde ihm zudem der Wasserbau (Nachfolge Kohlhase) übertragen. Anschließend wurde er für die Professur Geotechnik und Küstenwasserbau der Universität Rostock berufen. Mit dem Wechsel zur Universität Rostock gründete er das Ingenieurbüro Prof. Saathoff in Lübbecke und später das Steinbeis Transfer-Zentrum Geotechnik und Küstenwasserbau Rostock.
Fokke Saathoff ist verheiratet und hat zwei Kinder.

## Forschung
Saathoff hat sich seit seiner Diplomarbeit intensiv mit Geokunststoffen beschäftigt. Am Franzius-Institut baute er das Prüflabor zum größten für Geokunststoffe Europas aus. Sowohl in seiner Dissertation als auch im Ingenieurbüro BBG beschäftigte sich Saathoff mit Geokunststoffen im Verkehrswegebau, im Wasserbau, im Deponiebau und als Bewehrungseinlage von Stützkonstruktionen. Zudem entwickelte er ab 1998 Interesse an Pflasterbauweisen.
Saathoff hat die Begriffe Geokunststoff, geosynthetische Tondichtungsbahn, geosynthetisches Dränsystem und den Produktnamen Secugrid erfunden. 1994 veröffentlichte die igs International Geosynthetic Society eine Bibliographie mit über 1700 Seiten Informationen über Geokunststoffe. In der Liste der 100 berühmtesten Experten weltweit taucht Saathoff schon 1994 auf.
Seit seiner Tätigkeit an der Universität Rostock konzentrieren sich seine Interessen nun mehr auf Baggergut, Erosionsschutz von Straßenböschungen und Bekämpfung von Ölhavarien. 2020 war Saathoff für das Design des Nothafens Prerow zuständig.

## Projekte
Saathoff hat mehrere nationale und internationale Forschungs-Großprojekte als Gesamtprojektleiter angeführt: „Geotextilien aus Flachs“, „Dregddikes, Dredged Materials in Dike Construction“, „BioBind, Luftgestützte Beseitigung von Verunreinigungen durch Öl mit biogenen Bindern“, „SBOil, South Baltic Oil Spill Response Systems“ und „PADO, Prozesse und Auswirkungen von Dünendurchbrüchen an der deutschen Ostseeküste“ waren die mit dem größten Forschungsvolumen.

## Sonstige Tätigkeiten
Saathoff ist Vortragender und Leiter mehrerer Fortbildungsveranstaltungen der Technischen Akademie Esslingen (seit 1986), Technischen Akademie Wuppertal (seit 1988), Haus der Technik (seit 1986) und Süddeutsches Kunststoffzentrum (seit 1986) in den Fachgebieten „Geotextilien“, „Geokunststoffe“, „Straßenbau“, „Geokunststoffe im Deponiebau“, „Die sichere Deponie“, „Pflasterbauweisen“ und „Erfolgreich präsentieren“.

## Arbeitsausschüsse
Saathoff ist seit 1979 Mitglied der HTG Hafentechnischen Gesellschaft, dort unter anderem im Vorstand und Gründungsmitglied der Jungen HTG. Seit 1984 Mitglied der DGGT Deutschen Gesellschaft für Geotechnik, dort seit 2002 Obmann des Arbeitskreises 5.1: Kunststoffe in der Geotechnik und im Wasserbau. Seit 1986 ist Saathoff Mitglied der Forschungsgesellschaft für Straßen- und Verkehrswesen e. V. (FGSV), dort unter anderem Obmann des Ausschusses Erosionsschutz und Begrünungshilfen. Er ist Gründungsmitglied diverser Arbeitskreise wie beispielsweise DIN Normungsausschuss Geokunststoffe, CEN TC 189, Ak 17, Ak 19, Maritime Systeme und war dort jeweils im Vorstand tätig. Saathoff war 1995 Gründungsmitglied ivg Industrieverband Geokunststoffe e.V. (heute Industrieverband Geobaustoffe) und dort Vorstandsvorsitzender.

## Auszeichnungen
- Saathoff erhielt an der Agrar- und Umweltwissenschaftlichen Fakultät der Universität Rostock 10 von 11 Mal den Titel als Bester Lehrender der Fakultät.[17]
- Er hat maßgeblich den Entwurf des künstlichen Riffs Narrowneck gestaltet, das Objekt gewann den Environmental Earth Award.[18]
- Saathoff gewann 2015 die Silbermedaille des Galileo-Pro7-Sat1 Wissenspreises für das Projekt Biobind.[19]
- 2015 gewann Saathoff die Silbermedaille Greentec Awards, Europas größten Umweltpreis, für das Projekt Biobind.[20][21][22]

## Veröffentlichungen (Auswahl)
Saathoff ist Autor von 391 Veröffentlichungen. Seit der 3. Auflage 1987 ist Saathoff Autor des Grundbau-Taschenbuches, eines der meist verkauften Werke im Bauingenieurwesen. Er hat zahlreiche Bücher als Mitautor und Herausgeber veröffentlicht, z. B. die EAG-GTD, EAG-EDT , DVWK Merkblätter und Bücher über Forschungsvorhaben, Tagungen oder Dissertationen. Zu den wichtigsten Werken und Beiträgen zählen unter anderem:
- F. Saathoff: Geokunststoffe in Dichtungssystemen -Laboruntersuchungen zum Verhalten von Geotextilien und Kunststoffdichtungsbahnen. Dissertation. In: Mitteilungen des FRANZIUS-INSTITUTS für Wasserbau und Küsteningenieurwesen der Universität Hannover. Heft 72, 1991, S. 1–316.
- F. Saathoff: Geosynthetics in geotechnical and hydraulic engineering. In: Geotechnical Engineering Handbook. Volume 2: Procedures. 1. Auflage. Ernst & Sohn Verlag, Berlin 2003, ISBN 3-433-01450-7, S. 507–597.
- F. Saathoff: Vergleich von geotextilen und mineralischen Filterschichten im Wasserbau. (= Sonderheft Geotechnik zur 11. Informations- und Vortragstagung über „Kunststoffe in der Geotechnik“. 2009). DGGT, VGE Verlag, Essen 2009, ISBN 978-3-940476-21-0, S. 111–123.
- F. Saathoff (Hrsg.): EAG-EDT, Empfehlungen zu Dichtungssystemen im Tunnelbau. DGGT-Arbeitskreis Ak 5.1 „Kunststoffe in der Geotechnik und im Wasserbau“. Verlag Wilhelm Ernst & Sohn, Berlin 2018, ISBN 978-3-433-03243-5.
- F. Saathoff (Hrsg.): BioBind - Luftgestützte Beseitigung von Verunreinigungen durch Öl mit biogenen Bindern. (= Schriftenreihe Umweltingenieurwesen der Agrar- und Umweltwissenschaftlichen Fakultät der Universität Rostock. Band 90). 2019, ISBN 978-3-86009-490-7.
- F. Saathoff, G. Bräu: Geokunststoffe in der Geotechnik und im Wasserbau. (= Grundbau-Taschenbuch. Teil 2: Geotechnische Verfahren). 8. Auflage. Verlag Wilhelm Ernst & Sohn, Berlin 2018, ISBN 978-3-433-03152-0, S. 915–1035.
- F. Saathoff, S. Cantre, Z. Sikora: South Baltic Guideline for the Application of Dredged Materials, Coal Combustion Products and Geosynthetics in Dike Construction. Universität, Rostock 2015, ISBN 978-3-86009-423-5.
- F. Saathoff, C. Kaehler, S. Fürst: Untersuchung, Analyse und Bewertung von Dünenerosionen an der deutschen Ostseeküste. In: Zeitschrift Bautechnik. 97. Jahrgang, Heft 12, Verlag Wilhelm Ernst & Sohn, Berlin 2020, S. 856–867, doi:10.1002/bate.202000022, peer-reviewed.
- F. Saathoff, H. Oumeraci, S. Restall: Australian and German experiences on the use of geotextile containers. In: Geotextiles and Geomembranes. special issue on tsunami reconstruction with geosynthetic containment systems, Vol 25 , Nr. 4-5, August / Oktober 2007, S. 251–263. ISSN 0266-1144, Elsevier Amsterdam Oxford,
- F. Saathoff, M. Siewert, L. Gucma u. a.: South Baltic Oil Spill Response Through Clean-up with Biogenic Oil Binders - Project - The SBOIL Handbook. 1. Auflage. Maritime University of Szczecin Press, Szczecin 2019, ISBN 978-83-64434-31-0.